# ホシバシペリカン
ホシバシペリカン（Pelecanus philippensis）は、ペリカン目ペリカン科ペリカン属に分類される鳥類。別名フィリピンペリカン。

## 分布
インド、カンボジア、スリランカで繁殖。
インドネシアで少数が繁殖している可能性はあるが、ミャンマーでは近年繁殖の記録がない。タイでは飛来数が増加傾向にあり、カンボジアの繁殖環境が改善された影響による可能性もある。ネパール、ベトナム、ラオスへ飛来することもあるが、近年は中華人民共和国やフィリピンでは記録がない。日本では2006年に幼鳥が奄美大島や喜界島に迷行鳥として飛来した例がある。

## 形態
全長150センチメートル。翼長57センチメートル。全身は白い。体側面や腰・尾羽下面の基部を被う羽毛（下尾筒）は淡赤色を帯びる。初列風切や次列風切の羽毛の外縁（羽縁）は黒い。
虹彩は白や灰黄色。嘴峰長57センチメートル。嘴は淡赤色で、黒い斑紋が入る。後肢は灰褐色。

## 生態
浅い湖沼などの淡水域に生息する。群れを形成し生活する。大規模な渡りは行わないが、非繁殖期になるとやや分散することもある。
食性は動物食で、魚類などを食べる。
繁殖様式は卵生。集団繁殖地（コロニー）を形成する。水辺にある大木の樹上に巣を作る。

## 人間との関係
森林伐採や湿地開発による生息地の破壊、農薬による影響、漁師によるコロニーの破壊、卵や雛も含む狩猟、外来性の植物による植生の変化などにより生息数は減少している。1994年における成鳥の生息数は約11,500羽と推定されている。2002年における繁殖個体数は5,500 - 10,000羽、2006年における繁殖個体数は13,000 - 18,000羽と推定されている